# Olga Rypakovová
Olga Sergejevna Rypakovová (rusky Ольга Сергеевна Рыпакова; * 30. listopadu 1984, Öskemen) je kazachstánská atletka, jejíž specializací je trojskok a skok daleký.

## Kariéra
Původně se věnovala víceboji. V roce 2002 pod dívčím jménem Olga Alexejevová (rusky Ольга Алексеева) získala na juniorském mistrovství světa v Kingstonu stříbrnou medaili v sedmiboji. Na halovém MS v Moskvě 2006 dokončila pětiboj na sedmém místě (4 368 bodů). V témž roce získala zlatou (sedmiboj) a bronzovou medaili (skok daleký) na Asijských hrách v katarském Dauhá. Od roku 2007 se začala specializovat na trojskok. První úspěch zaznamenala na asijském mistrovství v jordánském Ammánu, kde vybojovala zlato v trojskoku i v dálce. Na světové letní univerziádě v Bangkoku získala zlatou medaili v dálce.
V roce 2008 skončila na halovém MS ve Valencii na čtvrtém místě (trojskok), když ve finále měřil její nejdelší pokus 14,58 m. Bronz získala Slovinka Marija Šestaková, která skočila o deset cm více. Čtvrtá skončila také na letních olympijských hrách v Pekingu, kde překonala patnáctimetrovou hranici avšak ani výkon 15,11 metru nestačil na medaili. Bronz brala Řekyně Hrysopiyí Devetzíová za 15,23 m. O rok později se umístila na mistrovství světa v Berlíně ve finále na desátém místě. V roce 2010 se stala v Dauhá halovou mistryní světa v trojskoku. V poslední, šesté sérii navíc skočila 15,14 m, což je třetí nejlepší výkon celé historie. Dál skočily jen Britka Ashia Hansenová (15,16 m) a světová rekordmanka Ruska Taťána Lebeděvová (15,36 m).

### Osobní rekordy
- trojskok (hala) – 15,14 m – 13. března 2010, Dauhá
- trojskok – 15,25 m – 4. září 2010, Split[4]
- pětiboj (hala) – 4 582 bodů – 10. únor 2006, Pattaya
- sedmiboj – 6 113 bodů – 28. červen 2006, Almaty